# No me doy por vencido
«No me doy por vencido» es una balada  interpretada por el cantautor puertorriqueño-estadounidense Luis Fonsi, tomado de su séptimo álbum de estudio, titulado Palabras del silencio (2008), Se lanzó como el sencillo principal de dicho álbum por la empresa discográfica Universal Music Latino el 2 de junio de 2008 en las radioemisoras de Estados Unidos, Hispanoamérica y España. A casi 3 meses de su lanzamiento, el sencillo rápidamente subió y se colocó en los primeros puestos de las listas más importantes obteniendo número uno en 16 países.
Fue compuesta en asociación, escrita por el propio artista, coescrita por la cantautora argentina Claudia Brant y producida por Armando Ávila para la versión balada pop y la versión ranchera estuvo a cargo de Homero Patrón.

## Listas
| Listas (2008/2009)                    | Máxima posición |
| ------------------------------------- | --------------- |
| U.S. Billboard Hot 100                | 92              |
| U.S. Billboard Hot Latin Songs        | 1               |
| U.S. Billboard Latin Pop Airplay      | 1               |
| U.S. Billboard Regional Mexican Songs | 37              |
| U.S. Billboard Radio Songs            | 58              |

## Certificaciones
| País   | Certificación | Oro equivale a | Platino equivale a | Ventas totales |
| ------ | ------------- | -------------- | ------------------ | -------------- |
| España | Platino       | 20 000         | 40 000             | 40 000         |

## Sucesiones
| Predecesor: No te quiero nada de Ha*Ash | México Top 100 — Sencillo N°. 1 16 de noviembre de 2008 - 29 de noviembre de 2008 | Sucesor: El último vals de La Oreja de Van Gogh |

| Predecesor: Te quiero de Flex                | U.S. Billboard Hot Latin Songs — Sencillo N°. 1 (Primera vuelta) 13 de septiembre de 2008 - 7 de noviembre de 2008 | Sucesor: Lloro por tí de Enrique Iglesias    |
| Predecesor: Lloro por tí de Enrique Iglesias | U.S. Billboard Hot Latin Songs — Sencillo N°. 1 (Segunda vuelta) 22 de noviembre de 2008 - 30 de enero de 2009     | Sucesor: Por un segundo de Aventura          |
| Predecesor: Por un segundo de Aventura       | U.S. Billboard Hot Latin Songs — Sencillo N°. 1 (Tercera vuelta) 14 de febrero de 2009 - 20 de febrero de 2009     | Sucesor: El último beso de Vicente Fernández |

| Predecesor: Si no te hubieras ido de Maná                                              | U.S. Billboard Latin Pop Airplay — Sencillo N°. 1 (Primera vuelta) 30 de agosto de 2008 - 19 de diciembre de 2008 | Sucesor: Cómo duele de Ricardo Arjona                                               |
| Predecesor: Cómo duele de Ricardo Arjona                                               | U.S. Billboard Latin Pop Airplay — Sencillo N°. 1 (Segunda vuelta) 27 de diciembre de 2008 - 20 de marzo de 2009  | Sucesor: Aquí estoy yo de Luis Fonsi con Aleks Syntek, David Bisbal & Noel Schajris |
| Predecesor: Aquí estoy yo de Luis Fonsi con Aleks Syntek, David Bisbal & Noel Schajris | U.S. Billboard Latin Pop Airplay — Sencillo N°. 1 (Tercera vuelta) 28 de marzo de 2009 - 10 de abril de 2009      | Sucesor: Aquí estoy yo de Luis Fonsi con Aleks Syntek, David Bisbal & Noel Schajris |